# Polysulfid sodný
Polysulfid sodný (vzorec Na2Sn, triviálně sirná játra) je sloučeninou sodíku a síry patřící mezi polysulfidy, počet atomů síry v molekule je tedy různý, jde o směs obsahující například disulfid (2 atomy S), trisulfid (S3), tetrasulfid (S4) atd.
Jelikož hydroxid sodný je silná zásada a sulfan slabá kyselina, je silně zásaditý a také žíravý.

## Výroba
Polysulfid sodný se vyrábí reakcí vodného roztoku hydroxidu sodného se sírou za zvýšené teploty.

## Použití
Polysulfid sodný se používá k výrobě polymerů, jako fungicid, k barvení měděných šperků do černa, a také jako složka polysulfid bromidového článku.